# BanG Dream! Girls Band Party!
BanG Dream! Girls Band Party! es un juego de ritmo móvil desarrollado por Craft Egg y publicado por Bushiroad para las plataformas Android e iOS. La parte de la franquicia BanG Dream! de Bushiroad, se lanzó en Japón en marzo de 2017 y en todo el mundo en abril de 2018. El juego también fue lanzado por Mobimon Inc. en Hong Kong, Macao y Taiwán en octubre de 2017, por Kakao Games en Corea en febrero de 2018 y por bilibili en China continental en mayo de 2019. En septiembre de 2021 se lanzó una versión del juego para Nintendo Switch en Japón; A diferencia de la versión móvil gratuita, es un juego premium.
Girls Band Party! ha tenido éxito en Japón y en todo el mundo, y se le atribuye haber ayudado a que la franquicia creciera en popularidad. Una serie de anime derivada basada en el juego titulado BanG Dream! Girls Band Party! Pico comenzó a transmitirse en 2018.

## Sinopsis
La ambientación del juego sigue principalmente el universo  de BanG Dream! después de la primera temporada del anime. Girls Band Party! consta de la historia principal, historias de la banda e historias de eventos, cada una de las cuales se divide en temporadas.
En la primera temporada de la historia principal, el personaje del jugador es un trabajador autodenominado en la casa en vivo CiRCLE a quien su compañera de personal Marina Tsukishima le encarga reclutar grupos para el evento Girls Band Party. Poppin'Party, la banda principal de la franquicia, ayuda al jugador en su exploración, durante la cual recluta a los grupos Roselia, Afterglow, Pastel Palettes y Hello, Happy World!. La segunda temporada se centra en los planes de CiRCLE de organizar una segunda fiesta de Girls Band.
Las historias de las bandas se centran individualmente en las bandas. Poppin'Party tiene cuatro historias de este tipo: la primera, "¡Poppin'Party is Born!", es un recuento de su formación a partir de la primera temporada del anime; el segundo, "Colorful, Poppin' Candy", detalla los esfuerzos de la banda para salvar el festival del centro; "Double Rainbow" se centra en una discusión entre los cinco cuando la tecladista Arisa Ichigaya se ve complicada por sus estudios y su compromiso con la banda; "Live Beyond!!" se centra en la participación de la banda en el Rocking Star Festival y el deseo de difundir su música.
Las dos primeras historias de la banda de Afterglow, "Afterglow, The Same As Always" y "Tied to the Skies", siguen el crecimiento del vocalista Ran Mitake, incluida la rebelión contra su padre que lo desaprobaba en el primero y su relación con sus compañeras de banda a medida que progresa como persona en el segundo, mientras que el tercer "One of Us" habla de los esfuerzos de la banda por tocar en un evento musical. El desastroso concierto debut de Pastel Palettes y los intentos de cambiar su reputación se tratan en "Pastel Palettes, The Beginning", mientras que "Luminous Once More" analiza los sueños y objetivos de los miembros y "Title Idol" presenta una unidad ídol hermana.
La creación de Roselia se detalla en su primera historia "Bloom of the Blue Rose", "Neo-Aspect" sigue sus esfuerzos por redescubrir su orgullo después de una pelea, y la banda reflexiona sobre su futuro en "Sprechchor". Las dos primeras historias de Hello, Happy World!, "Smiles To The World! Hello, Happy Union!" y "I Need You!" se centran en sus planes para animar a un amigo herido de la banda y restaurar un antiguo parque de diversiones, respectivamente, y el tercer "Smile Connection!" de la banda. sigue su viaje a un país extranjero. Las primeras historias de la banda de Morfonica y Raise A Suilen hablan de sus formaciones, ¡la última de las cuales es una versión de tercera temporada del anime. El segundo de Morfonica, "Fly with the night", trata sobre el futuro del violinista Rui Yashio con la banda, mientras que "Coruscate -DNA-" de RAS gira en torno a la líder de la banda Chiyu Tamade y su familia.
Los eventos, en los que los jugadores compiten entre sí por la puntuación total más alta durante un período de tiempo determinado, se complementan con historias. Ejemplos de historias de eventos incluyen "Sakura Blooming Party!", donde los estudiantes de primer año se reúnen para una fiesta para ver los sakura, y "A Song Unfinished", en la que la vocalista de Roselia, Yukina Minato, lucha por interpretar una canción que su padre había escrito.

## Jugabilidad
La jugabilidad de Girls Band Party! consiste en tocar notas a medida que se deslizan hacia el fondo al ritmo de una canción elegida; Tales notas existen como toques, notas de arrastre que los jugadores deben sostener, notas de movimiento y notas amarillas especiales que activan las habilidades y líneas de los personajes a mitad de la actuación. Los jugadores reciben 1000 puntos de salud para borrar una canción, pero uno puede ajustar la velocidad de la canción, el nivel de dificultad y el tamaño de la nota a su gusto. En lugar del sistema de energía que prevalece en la mayoría de los juegos gratuitos, Girls Band Party! utiliza Live Boosts que aumentan las recompensas por completar una canción y los jugadores pueden continuar jugando incluso cuando se quedan sin potenciadores.
Las canciones generalmente duran un minuto y 30 segundos, aunque hay pistas completas disponibles para algunas pistas. En 2019, el juego introdujo una función de vídeo musical que reemplaza el fondo del juego con clips del anime, como temas de apertura y actuaciones. Algunas canciones fueron creadas por las bandas ganadoras en las Elecciones Generales del juego, una serie de concursos de votación basados en un tema determinado. Por ejemplo, la segunda elección mezcló a los miembros de las bandas para formar diferentes unidades; el grupo ganador (High School Part Time Workers) resultó en la canción "You're Not Alone", que se usaría como canción insertada en la segunda temporada del anime.

## Desarrollo
BanG Dream! fue formada en 2014 por el director de Bushiroad, Takaaki Kidani, cuya compañía había tenido éxito con el juego de ritmo Love Live! School Idol Festival. Bushiroad se acercó a Craft Egg de CyberAgent, quien acordó crear BanG Dream, el juego después de expresar interés en la premisa de la franquicia de actrices de doblaje capaces de tocar sus propios instrumentos. Después de considerar inicialmente un juego de simulación o rompecabezas, el director ejecutivo de Craft Egg, Shuichi Morikawa, optó por enmarcarlo como un juego musical. Para diferenciar Girls Band Party! de títulos competidores en el género, Craft Egg incluyó versiones, que se inspiraron en el uso de Poppin'Party de dicha música en sus conciertos en vivo, y la hicieron gratuita. Kō Nakamura, quien creó la historia de BanG Dream! y las letras de las canciones originales de Poppin'Party, no participaron en la escritura de la historia del juego.

## Lanzamiento
El juego se lanzó por primera vez en Japón el 16 de marzo de 2017. Mobimon Inc. publicó una versión en chino tradicional en Hong Kong, Macao y Taiwán que se lanzó el 19 de octubre. Un servidor coreano de Kakao Games entró en funcionamiento el 6 de febrero de 2018. Se lanzó por primera vez una versión global en inglés en Singapur el 29 de marzo de 2018, seguida de un lanzamiento mundial el 4 de abril. China continental recibiría su propio servidor de bilibili el 30 de mayo de 2019.
Una aplicación de realidad aumentada basada en el juego titulado BanG Dream! Garupá AR! se distribuyó por un período limitado a partir del 9 de enero de 2018. En 2019, Girls Band Party! se asoció con SCRAP Co. para organizar "Find the Random Star!", un juego similar a una sala de escape en el que los participantes buscan la guitarra perdida de Kasumi Toyama resolviendo acertijos ubicados por toda la ciudad. El evento se desarrolló del 4 de diciembre de 2019 al 29 de febrero de 2020 en Tokio, Nagoya y Osaka.